# 大牟田市立大正小学校
大牟田市立大正小学校(おおむたしりつたいしょうしょうがっこう)は、福岡県大牟田市大正町五丁目に所在する公立小学校。

## 概要
歴史
1933年（昭和8年）に「大牟田市第八尋常小学校」として創立。数回の改編・改称を経て、現校名となったのは1947年（昭和22年）。2022年（令和4年）に創立90周年を迎えた。
校章
六芒星を背景にして、校名の「大」の文字を上、「正」の文字を下にして円状に図案化し、「小」の文字を囲んでいる。
校歌
1959年（昭和34年）制定。作詞は荒木又市、作曲は下川博省による。歌詞は3番まであり、各番の歌詞中に校名の「大正小学校」が登場する。
通学区域
「小浜町、小浜町1丁目、小浜町2丁目、小浜町3丁目、久保田町1丁目（3、4）、久保田町2丁目、本町3丁目（3、4、5）、本町4丁目、本町5丁目、本町6丁目、大正町4丁目、大正町5丁目、大正町6丁目、松原町（中友小学校通学区域以外の区域）、松原町2丁目（36の16、36の17）」。中学校区は大牟田市立松原中学校。

## 沿革
- 1933年（昭和8年）9月 - 「大牟田市第八尋常小学校」（6年制）が創立。
- 1941年（昭和16年）4月1日 - 国民学校令施行により、「大牟田市第八国民学校」と改称。尋常科を初等科に改める（6年制）。
- 1946年（昭和21年）3月 - 「大牟田市大正国民学校」に改称。
- 1947年（昭和22年）4月1日 - 学制改革（六・三制）により、「大牟田市立大正小学校」（現校名）と改称。
- 1949年（昭和24年）5月29日 - 昭和天皇の戦後巡幸があり、校庭に「大牟田奉迎場」が設けられた。新築校舎の視察も行われた[2]。
- 1954年（昭和29年）6月 - 鉄筋コンクリート造3階建ての校舎（6教室）が完成。
- 1959年（昭和34年）11月 - 校歌を制定。
- 1975年（昭和50年）4月 - 大牟田市教育相談室が併設される。
- 1982年（昭和57年）11月 - 創立50周年記念式典を挙行。
- 1995年（平成7年）5月 - 通級による指導教室「ことばの教室」を開設。
- 1996年（平成8年）12月 - 新体育館が完成。
- 2003年（平成15年）9月 - 第１回ふれあい運動会を開催。
- 2005年（平成17年）4月1日 - 通級による指導教室「たいしょう教室」を開設。
- 2006年（平成18年）4月1日 - 特別支援学級を開設。
- 2007年（平成19年）3月	-「ことばの教室」および「たいしょう教室」を生涯学習支援センターへ移転。
- 2008年（平成20年）4月1日 - 大正学童保育所を開所。
- 2009年（平成21年）9月 - 本館の耐震工事が完了。
- 2011年（平成23年）3月 - 太陽光発電パネルを屋上に設置。
- 2012年（平成24年）
  - 1月 - ユネスコスクールに加盟。
  - 4月1日 - 特別支援学級を増設。
- 2013年（平成25年）
  - 8月 - 新校舎外壁工事およびプール工事を実施。
  - 10月	- 長崎市立大浦小学校と世界遺産交流を開催。
- 2019年（令和元年）5月 - マーシャル諸島共和国デラップ小学校とアートマイル国際協働学習を開始。（2020年（令和2年）3月まで）

## 交通
最寄りの鉄道駅
- 「大牟田駅」
  - JR九州 鹿児島本線
  - 西鉄 天神大牟田線

最寄りの幹線道路
- 国道389号（国道501号重複）

## 周辺
- 大牟田市立松原中学校
- ハローワーク大牟田
- 日本年金機構大牟田年金事務所
- 福岡県大牟田総合庁舎
- 大牟田労働基準監督署